# Wängle
Wängle – gmina w Austrii, w kraju związkowym Tyrol, w powiecie Reutte. Liczy 862 mieszkańców (1 stycznia 2015).